# Américo Ruffino
Américo Ruffino (Buenos Aires, 27 luglio 1905 – Buenos Aires, 4 luglio 1988) è stato un calciatore argentino, di ruolo ala.

## Carriera
Dopo aver giocato l'ultimo campionato di Divisione Nazionale con la maglia del Torino, segnando il suo unico gol in campionato con i granata il 31 marzo 1929 nella vittoria casalinga per 10-1 contro il Livorno, chiuse la stagione in granata con 6 presenze complessive.
Nel 1929 passò al Palermo, con cui nel 1929-1930 ha ottenuto la promozione nella seconda divisione nazionale e due anni dopo la promozione in Serie A dopo aver vinto il campionato di Serie B 1931-1932. Ha esordito nella massima categoria il 18 settembre 1932 in Pro Vercelli-Palermo (2-0), prima giornata del campionato 1932-1933.
È stato lui a segnare il primo gol in Serie A della storia palermitana, il 25 settembre 1932 in Lazio-Palermo, rete del definito 1-1 segnata al 46' della seconda giornata di campionato. Secondo Il Littoriale, in quella partita era stato tra i migliori della sua squadra, fornendo anche due assist a Carlo Radice che però ha fallito le realizzazioni. Chiude la prima stagione in Serie A con 30 presenze e 5 reti. Nel campionato 1933-1934 segna 3 gol in 27 partite. Nelle cinque stagioni in rosanero ha complessivamente segnato 32 gol in 135 partite.
Nella stagione 1934-1935 gioca nel Trapani, militante in terza serie, e nella stagione successiva passa al Potenza, dove chiude la carriera.

## Palmarès
- Campionato italiano di Serie B: 1

Palermo: 1931-1932
- Prima Divisione: 1

Palermo: 1929-1930